# Переволоченський 176-й піхотний полк
176-й піхотний Переволоченський полк — піхотна військова частина Російської імператорської армії.

## Формування полку
Полк сформовано 31 липня 1877 р. з кадру Полтавського місцевого батальйону та запасно-відпускних нижніх чинів під назвою 27-го резервного піхотного батальйону. 10 жовтня 1878 р. батальйон був перейменований на 64-й резервний піхотний кадровий батальйон, якому 31 березня 1880 р. наданий простий прапор. 25 березня 1892 р. батальйону присвоєно найменування Переволоченського резервного батальйону. 1 грудня 1892 р. батальйон переформований у двобатальйонний полк, названий 189-м піхотним резервним полком. 1 січня 1898 р. сформовано ще два батальйони, і полк названо 176-м піхотним Переволоченським полком.
Полкове свято — 26 листопада.
Полк — активний учасник Першої світової війни. Доблесно діяв у Галицькій битві 1914 р. боровся в Наревській операції 10-20 липня 1915 р.
17 січня 1917 р. витримав запеклий бій із германцями в районі Кальцемського шосе.

## Командир полку
- 01.07.1903 — полковник Багенський
- 1908—1909 — полковник Боярський, Болеслав Іоакимович
- 23.05.1909 — 10.03.1914 — полковник Гаврилов Сергій Іванович
- 03.1914 — 10.09.1914 — полковник Бонч-Бруєвич Михайло Дмитрович
- 21.11.1914 — 13.04.1916 — полковник Пожарський Йосип Фомич